# Synagoga Menaszego Bławata i Hersza Muchnickiego w Łodzi
Synagoga Menaszego Bławata i Hersza Muchnickiego w Łodzi – prywatny dom modlitwy znajdujący się w Łodzi przy ulicy Piotrkowskiej 82.
Synagoga została założona w 1896 roku z inicjatywy Menaszego Bławata i Hersza Muchnickiego. Mogła ona pomieścić 30 osób. Podczas II wojny światowej hitlerowcy zdewastowali synagogę.  